# Bo Thiderström
Bo Gustav Thiderström, född 12 september 1924 i Solna, död 19 oktober 2005 i Uppsala, var en svensk målare.
Han var son till byggnadsarbetaren Ernst Gustav Bertil Thiderström och Ebba Maria Franciska Malmsjö och från 1944 gift med Eva Hildegard Byström. Thiderström studerade vid Tekniska skolan i Stockholm 1940–1941 och var därefter verksam som retuschör och reklamtecknare. Han medverkade i ett flertal mindre samlingsutställningar runt om i landet. Hans konst består av porträtt och landskapsmotiv från ostkusten samt den svenska och norska fjällvärlden utförda i olja eller pastell. 